# Великобубнівська сільська рада
Великобу́бнівська сільська́ ра́да — колишній орган місцевого самоврядування в Роменському районі Сумської області. Адміністративний центр — село Великі Бубни.

## Загальні відомості
- Населення ради: 2 137 осіб (станом на 2001 рік)

## Населені пункти
Сільській раді були підпорядковані населені пункти:
- с. Великі Бубни
- с. Заїзд
- с. Матлахове
- с. Посад

## Склад ради
Рада складалася з 20 депутатів та голови.
- Голова ради: Буша Любов Яківна
- Секретар ради: Гайдук Лариса Іванівна

### Керівний склад попередніх скликань
| Прізвище, ім'я, по батькові | Основні відомості                                                 | Дата обрання | Дата звільнення |
| --------------------------- | ----------------------------------------------------------------- | ------------ | --------------- |
| Буша Любов Яківна           | Сільський голова, 1960 року народження, освіта вища               | 26.03.2006   | 31.10.2010      |
| Буша Любов Яківна           | Сільський голова, 1960 року народження, освіта вища, позапартійна | 31.10.2010   |                 |

Примітка: таблиця складена за даними сайту Верховної Ради України